# (6170) Levasseur
(6170) Levasseur ist ein Asteroid des Hauptgürtels, der am 5. April 1981 vom US-amerikanischen Astronomen Edward L. G. Bowell an der Anderson Mesa Station (IAU-Code 688) des Lowell-Observatoriums in Coconino County entdeckt wurde.
Der Asteroid wurde nach der französischen Astronomin Anny Chantal Levasseur-Regourd benannt.